# Opération Jajce I
Seconde Guerre mondiale
Batailles
- Invasion de l'Albanie
- Guerre italo-grecque
- Invasion de la Yougoslavie
- Opération Châtiment
- Bataille de Grèce
- Opération Abstention
- Bataille de Crète
- Campagne de la mer Noire

L'opération Jajce I est une opération anti-partisans en Croatie qui eut lieu du 28 septembre au 6 octobre 1942.

## But de l'opération
Opération destinée à reprendre la ville de Jajce, conquise le 25 septembre précédent par les Partisans.
| \| Jajce \| |
| Jajce       |

## Forces en présence
Forces de l'Axe
 Reich allemand
- 718e division d'infanterie
- 12e Panzer-Kompanie z.b.V (3 Zug[1] soit 13 chars Hotchkiss)
- Panzerzug 103
- Panzerzug 104

 État indépendant de Croatie
- 5e régiment d'infanterie (2 bataillons)
- 8e régiment d'infanterie (1 bataillon)
- 15e régiment d'infanterie (1 bataillon)
- IXe groupe d'artillerie
- VIIe groupe d'artillerie (éléments)
- XIe groupe d'artillerie (éléments)
- 2 bataillons de génie militaire
- 4 bataillons oustachis
- Groupe de combat Pukovnik Simić[2] (2 compagnies)
- 1re brigade oustachie (2 compagnies)
- Compagnie blindée Pukovnik Francetić[3] - Légion Noire (6 chenillettes)

Résistance
 Partisans 3 500 combattants environ

- 4e brigade monténégrine (NOU)
- 3e brigade du Sandžak (NOU)
- 3e détachement des partisans Krajiški (NOP)

## L'opération
Le 25 septembre 1942, 4 brigades et 1 bataillon de Partisans assiègent la ville de Jajce défendue par 1 300 soldats du 2e bataillon du 9e régiment d'infanterie croate, du XVIIe bataillon oustachis et d'une demi batterie d'obusiers. 
Après 18 heures de combats la garnison qui a subi de lourdes pertes abandonne la ville, qui comporte une usine très importante pour l'effort de guerre.
Les forces de l'Axe décident de reprendre cette ville, essentielle, et envoient une force très importante.

Les partisans très inférieurs en nombre, détruisent l'usine de carburant ainsi que d'autres infrastructures de Jajce, puis se retirent avant d'être totalement encerclés dans la ville.
Il est possible que l'opération Manjača Mountains soit une partie de cette opération.

## Bilan
Le 4 octobre 1942, la ville est reprise par les forces de l'Axe. Toutefois les troupes de la résistance ont évacué la ville.
Cette opération n'aura pas fait beaucoup de victimes de part et d'autre.
Les pertes totales à la fois pour Jajce I et Jajce II donnés par les Allemands donnent:
- Allemands et Croates : 53 tués, 82 blessés, 4 disparus;
- Partisans - 747 tués et 106 capturés.